# Mangouste d'Angola
Crossarchus ansorgei · Mangouste d'Ansorge
Espèce
Statut de conservation UICN

 LC  : Préoccupation mineure
La Mangouste d'Angola (Crossarchus ansorgei) aussi appelé Mangouste d'Ansorge est une espèce de mangouste appartenant à la famille des Herpestidae et du genre Crossarchus. Elle a été découverte en 1910 par Thomas.

## Description
Cette espèce possède une allure, des pattes, des mâchoires et le pelage très similaire à la mangouste brune. Dessus et dessous brun moyen ; le museau, le bord des oreilles, les pieds et dessous de la queue noirâtre ; face roux cannelle et extrémité de la queue est noire.

## Dimensions
Cette mangouste mesure une taille (queue non comprise) de 32 cm, la queue 21 cm.

## Sous-espèces
La mangouste d'Angola a deux sous-espècesGBIF (17 janvier 2023) :
- Crossarchus ansorgei ansorgei - Nord-Ouest de l'Angola
- Crossarchus ansorgei nigricolor - Ouest de la RDC

## Habitat

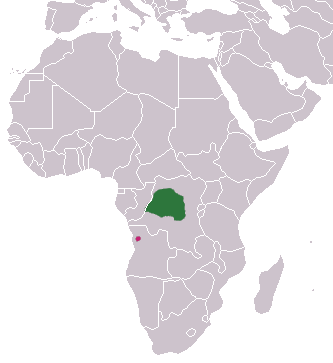

Les mangoustes d'Angola vivent dans des forêts tropicales souvent primaires.

## Biologie
Très mal connu. Jusqu'à présent, un seul spécimen au British Museum de Londres.